# Liste der Deutschen Damenmeister im Medium Goal Polo
Die Liste der Deutschen Damenmeister im Medium Goal Polo enthält die Sieger und Finalisten der Internationalen Deutschen Damenmeisterschaften im Medium Goal Polo. Das zulässige Mannschaftshandicap in dieser Spielklasse wurde in der Spielordnung des Deutschen Polo Verbandes 2025 erstmals festgelegt und reicht von +6 bis +10 (Ladies-Handicap). Das Einzelhandicap jeder Spielerin beträgt minimal −2 und maximal +8 (ebenfalls Ladies-Handicap). Pro Team müssen mindestens zwei Spielerinnen
die deutsche Staatsangehörigkeit besitzen.
Vorläufer war die 1. Internationale Deutsche Damen Polo Meisterschaft, die 2005 in Pinnow beim dortigen Mecklenburger Poloclub Pinnow unter Schirmherrschaft von Cornelia Freifrau von Maltzahn stattfand. An diesem Turnier nahmen Teams aus Frankreich, England, Irland, den Niederlanden und Deutschland teil.
Als weiterer Vorläufer kann der International Ladies Cup angesehen werden, der seit 2021 in Seeburg, einem Ortsteil von Dallgow-Döberitz am Westrand Berlins von der Baltic Polo Events GmbH organisiert wird. Bisher nehmen jeweils sechs Teams teil. Nach den Sponsoren hieß der Wettbewerb 2021 bis 2023 ELASTEN Ladies Cup, seit 2024 LIVING BERLIN Ladies Cup. Ab 2021 handelt es sich bei den angegebenen Handicaps um Ladies-Handicaps.
Dieses Turnier wurde 2025 zur Meisterschaft aufgewertet und heißt laut Plakat 1. Internationale Deutsche Damen Polo Meisterschaft (Medium Goal).
Sofern ein Clubname angegeben ist, müssen ab 2021 nicht alle im Team dort Mitglied sein: Es ist üblich, sich durch Gastspieler zu verstärken. Spitznamen der Spielerinnen (hier in Klammern und Anführungszeichen) stehen nicht selten in Programmen und Ergebnislisten anstatt der eigentlichen Vornamen.

## Internationale Deutsche Damen Polo Meisterschaft
| Jahr | Austragungsort | Finale                       | Finale                       | Finale   | Finale            | Finale            | Weitere Platzierungen | Weitere Platzierungen | Weitere Platzierungen | Weitere Platzierungen |
| Jahr | Austragungsort | Sieger                       | Hcp                          | Ergebnis | 2. Platz          | Hcp               | 3. Platz              | Hcp                   | 4. Platz              | Hcp                   |
| ---- | -------------- | ---------------------------- | ---------------------------- | -------- | ----------------- | ----------------- | --------------------- | --------------------- | --------------------- | --------------------- |
| 2005 | Pinnow         | Polo Club Berlin-Brandenburg | Polo Club Berlin-Brandenburg | 6½ : 4   | Englische Auswahl | Englische Auswahl | 0                     | 0                     | 0                     | 0                     |
| 2005 | Pinnow         | Jasmin Bumanowski            | −1                           | 6½ : 4   | 0                 | 0                 | 0                     | 0                     | 0                     |                       |
| 2005 | Pinnow         | Marie(-Luise) Haupt          | −1                           | 6½ : 4   | 0                 | 0                 | 0                     | 0                     | 0                     |                       |
| 2005 | Pinnow         | Maike Hölty                  | −1                           | 6½ : 4   | 0                 | 0                 | 0                     | 0                     | 0                     |                       |
| 2005 | Pinnow         | Svenja Hölty                 | −1                           | 6½ : 4   | 0                 | 0                 | 0                     | 0                     | 0                     |                       |

## International Ladies Cup 2021 bis 2024
| Jahr | Austragungsort            | Finale                                    | Finale                                    | Finale   | Finale                                     | Finale                                     | Weitere Platzierungen                    | Weitere Platzierungen                    | Weitere Platzierungen            | Weitere Platzierungen            |
| Jahr | Austragungsort            | Sieger                                    | Hcp                                       | Ergebnis | 2. Platz                                   | Hcp                                        | 3. Platz                                 | Hcp                                      | 4. Platz                         | Hcp                              |
| ---- | ------------------------- | ----------------------------------------- | ----------------------------------------- | -------- | ------------------------------------------ | ------------------------------------------ | ---------------------------------------- | ---------------------------------------- | -------------------------------- | -------------------------------- |
| 2021 | Seeburg (PoloPark Berlin) | Team Ingo Pyko Immobilien 0               | Team Ingo Pyko Immobilien 0               | 5 : 3½   | Team Gothaer Versicherung by Karsten Topka | Team Gothaer Versicherung by Karsten Topka | Team Cosmopolo 0                         | Team Cosmopolo 0                         | Team Uhrenclub Berlin 0          | Team Uhrenclub Berlin 0          |
| 2021 | Seeburg (PoloPark Berlin) | Anne(-Marie) Großmann                     | 0                                         | 5 : 3½   | Mona Scharf                                | +3                                         | Nina Frühauf                             | 0                                        | Nicole Kleinmichel / Lupita Fass | +1                               |
| 2021 | Seeburg (PoloPark Berlin) | Philippa Luserke                          | +3                                        | 5 : 3½   | Romy Grüner                                | +3                                         | Ulrike Gabrin                            | +1                                       | / Aziza Ghane                    | +3                               |
| 2021 | Seeburg (PoloPark Berlin) | Jasmin Bumanowski                         | +3                                        | 5 : 3½   | Dele Iversen                               | +3                                         | Svenja Hölty                             | +4                                       | Isabell Sobetzki                 | +3                               |
| 2021 | Seeburg (PoloPark Berlin) | Marie(-Luise) Haupt                       | +3                                        | 5 : 3½   | Jeanette Diekmann                          | +3                                         | Laura Fass                               | +3                                       | / Leah Kawamoto                  | +1                               |
| 2022 | Seeburg (PoloPark Berlin) | Team Ingo Pyko Immobilien                 | Team Ingo Pyko Immobilien                 | 7½ : 6   | Team Ostseebad Dahme                       | Team Ostseebad Dahme                       | Team Polo Sylt                           | Team Polo Sylt                           | Team InMedias / POLO+10          | Team InMedias / POLO+10          |
| 2022 | Seeburg (PoloPark Berlin) | Clara Mahla                               | 0                                         | 7½ : 6   | Anne(-Marie) Großmann                      | +1                                         | Heidi Silvey                             | +1                                       | Ann Kathrin Brendel              | +1                               |
| 2022 | Seeburg (PoloPark Berlin) | Maike Hölty                               | +3                                        | 7½ : 6   | Marit Fass                                 | +3                                         | Emily Hase-Loock                         | +1                                       | Camila di Luciano                | +3                               |
| 2022 | Seeburg (PoloPark Berlin) | Svenja Hölty                              | +4                                        | 7½ : 6   | Marie(-Luise) Haupt                        | +3                                         | Milagros („Mili“) Sánchez                | +7                                       | Markéta Pavleye                  | +3                               |
| 2022 | Seeburg (PoloPark Berlin) | / Laura Fass                              | +1                                        | 7½ : 6   | Philippa Luserke                           | +3                                         | Sophie Schmidt                           | +3                                       | Jolie Lange                      | +1                               |
| 2023 | Seeburg (PoloPark Berlin) | Team PoloPark Berlin / Baltic Polo Events | Team PoloPark Berlin / Baltic Polo Events | 0        | Team Polo Sylt                             | Team Polo Sylt                             | Team Stiftung Löwenbrücke / grenzgaenger | Team Stiftung Löwenbrücke / grenzgaenger | Team POLO+10                     | Team POLO+10                     |
| 2023 | Seeburg (PoloPark Berlin) | Anne(-Marie) Großmann                     | +1                                        | 0        | Ida Gaarz / Maxine Odia                    | 0                                          | Kerstin Neubert                          | 0                                        | Emily Hase-Loock                 | +1                               |
| 2023 | Seeburg (PoloPark Berlin) | Philippa Luserke                          | +3                                        | 0        | Iris Winter                                | +1                                         | Annalena Plickert                        | +1                                       | Jeanette Diekmann                | +3                               |
| 2023 | Seeburg (PoloPark Berlin) | Marie(-Luise) Haupt                       | +3                                        | 0        | Milagros („Mili“) Sánchez                  | +7                                         | Estelle Wagner                           | +4                                       | Dele Iversen                     | +3                               |
| 2023 | Seeburg (PoloPark Berlin) | Clarissa Marggraf                         | +4                                        | 0        | Sophie Schmidt                             | +3                                         | Svenja Hölty                             | +4                                       | Siobhan Herbst                   | +4                               |
| 2024 | Seeburg (PoloPark Berlin) | Team POLO+10 / Radio Paradiso             | Team POLO+10 / Radio Paradiso             | 0        | Team Ingo Pyko Immobilien                  | Team Ingo Pyko Immobilien                  | Team Dermaroller / Skinlifter            | Team Dermaroller / Skinlifter            | Team Merkatzer / Berlin Cocktail | Team Merkatzer / Berlin Cocktail |
| 2024 | Seeburg (PoloPark Berlin) | Silvia Nutz / Jona Nutz                   | 0                                         | 0        | Dele Iversen                               | 0                                          | Philippa Luserke                         | +2                                       | Nina Frühauf                     | 0                                |
| 2024 | Seeburg (PoloPark Berlin) | Megan Manubay                             | +1                                        | 0        | Jeanette Diekmann                          | +2                                         | Anne(-Marie) Großmann                    | −1                                       | Annalena Plickert                | 0                                |
| 2024 | Seeburg (PoloPark Berlin) | Milagros („Mili“) Sánchez                 | +8                                        | 0        | Siobhan Herbst                             | +4                                         | Clarissa Marggraf                        | +3                                       | Svenja Hölty                     | +4                               |
| 2024 | Seeburg (PoloPark Berlin) | Isabella Koessler                         | 0                                         | 0        | Mona Scharf                                | 0                                          | Marie(-Luise) Haupt                      | +3                                       | Katy McKegney                    | +2                               |

## Internationale Deutsche Damen Polo Meisterschaften ab 2025
| Jahr | Austragungsort            | Finale                                            | Finale                                            | Finale   | Finale                                                   | Finale                                                   | Weitere Platzierungen                        | Weitere Platzierungen                        | Weitere Platzierungen                                            | Weitere Platzierungen                                            |
| Jahr | Austragungsort            | Sieger                                            | Hcp                                               | Ergebnis | 2. Platz                                                 | Hcp                                                      | 3. Platz                                     | Hcp                                          | 4. Platz                                                         | Hcp                                                              |
| ---- | ------------------------- | ------------------------------------------------- | ------------------------------------------------- | -------- | -------------------------------------------------------- | -------------------------------------------------------- | -------------------------------------------- | -------------------------------------------- | ---------------------------------------------------------------- | ---------------------------------------------------------------- |
| 2025 | Seeburg (PoloPark Berlin) | Team LIVING BERLIN (Polo Club Schleswig-Holstein) | Team LIVING BERLIN (Polo Club Schleswig-Holstein) | 6 : 5½   | Team Radio Paradiso (Preußischer PCC Berlin-Brandenburg) | Team Radio Paradiso (Preußischer PCC Berlin-Brandenburg) | Team Ingo Pyko Immobilien (Polo Club Mühlen) | Team Ingo Pyko Immobilien (Polo Club Mühlen) | Team POLO+10 / Blackforest Polo (Polo Club PoloPark Brandenburg) | Team POLO+10 / Blackforest Polo (Polo Club PoloPark Brandenburg) |
| 2025 | Seeburg (PoloPark Berlin) | / Josefina Müller                                 | 0                                                 | 6 : 5½   | / Megan Kawohl                                           | 0                                                        | Arlett Heinemann                             | +1                                           | Claudia Drews                                                    | 0                                                                |
| 2025 | Seeburg (PoloPark Berlin) | Megan Manubay                                     | +1                                                | 6 : 5½   | Anne(-Marie) Großmann                                    | +1                                                       | / Leah Kawamoto                              | +2                                           | / Victoria Ellison                                               | +2                                                               |
| 2025 | Seeburg (PoloPark Berlin) | / Sahar Yaghoobi                                  | 0                                                 | 6 : 5½   | Clarissa Marggraf                                        | +3                                                       | Vanessa Schockemöhle                         | +3                                           | / Nadja Ellerholz                                                | 0                                                                |
| 2025 | Seeburg (PoloPark Berlin) | Milagros („Mili“) Sánchez                         | +8                                                | 6 : 5½   | Marie(-Luise) Haupt                                      | +3                                                       | Svenja Hölty                                 | +4                                           | Alex(andra) Jacob                                                | +4                                                               |